# Journal of Topology and Analysis
Journal of Topology and Analysis —  рецензируемый математический журнал издаваемый World Scientific.
Основан в 2009 году Шмуэлем Вайнбергером.
Публикует статьи по
дифференциальной геометрии,
геометрической топологии,
геометрическому анализу,
геометрической теории групп,
некомутативной геометрии
и геометрии банаховых пространств.

## Показатели
В 2021 году MCQ журнала составил 0.6 при среднем 0.48 по всем журналам в базе данных Mathematical Reviews.